# 4482 Frerebasile
A 4482 Frerebasile (ideiglenes jelöléssel 1986 RB) a Naprendszer kisbolygóövében található aszteroida. Maury, A. fedezte fel 1986. szeptember 1-én.